# 東京市街鉄道1001形電車
東京市街鉄道1001形電車（とうきょうしでんききょく1001がたでんしゃ）は、1906年（明治39年）に登場した東京市街鉄道の路面電車車両。

## 概要
1906年（明治39年）から1907年（明治40年）にかけて、東京市電の前身である東京市街鉄道（街鉄）の木造ボギー車として大塚工場で 1001 - 1100 の100両が製造された。モニタールーフに吹きさらしのオープンデッキという当時の典型的なスタイルで、同社の四輪単車（251形）の車体をそのまま延長したような形態である。
台車は製造当初はブリル22Eマキシマム・トラクション台車を装備し、後年ブリル76EまたはD4形に交換された。制御装置など電装品はいずれもゼネラル・エレクトリック社製で、主電動機は出力26.1kWのものを各台車に1基ずつ搭載していた。集電装置はトロリーポールで、製造当初は架空複線式のため集電用と帰線用の2本が車体中央部の屋根上に設置されていた。

## 沿革
当初は街鉄1001形として1906年（明治39年）に製造が開始されたが、街鉄は同年に東京電車鉄道、東京電気鉄道と合併して東京鉄道が発足したため、1001 - 1061の61両は街鉄時代に、1062 - 1100の39両は東京鉄道発足後に竣工した。1911年（明治44年）の市営化により東京市電気局（後の東京都交通局）に承継された後も原番号を引き継いだが、1101形や1121形との区別のため「ボギーのホ」「東京市街鉄道のシ」から「ホシ形」という通称が与えられた。老朽化に伴う車体更新は行われなかったが、ベスチビュール(前面窓)の設置や台車の交換などの改善は行われた。
1923年（大正12年）の関東大震災では58両が焼失し、その他にも大正年間を通じて車庫火災により13両が焼失している。震災後の1925年（大正15年）、市電気局は欠番の多くなった車両番号の整理を実施し、1001形は1101形の残存車とともに1900形に改番される予定であったが、実際には改番が実施されないまま1927年（昭和2年）までに全車廃車された。他社局へ譲渡されたり、保存された車両は存在しない。